# Manisha Koirala
Manisha Koirala (ur. 16 sierpnia 1970 w Katmandu w Nepalu) – indyjska aktorka nepalskiego pochodzenia (jest wnuczką byłego premiera Nepalu – Bishweshwara Prasad Koirala). Koirala jest wyszkoloną tancerką Bharatanatjam i Manipuri. Zaangażowana w działalność społeczną, wykorzystuje swoją sławę broniąc praw człowieka (szczególnie praw kobiet w walce z przemocą).

## Filmografia
| Rok  | Film                             | Rola                           | Inne uwagi                                                                                                   |
| ---- | -------------------------------- | ------------------------------ | --- |
| 1989 | Pheri Bhetaula                   |                                | nepalski film                                                                                                |
| 1991 | First Love Letter                | Radha                          | |
| 1991 | Saudagar                         | Radha                          | |
| 1992 | Yalgaar                          | Meghna Kumar                   | |
| 1993 | Insaaniyat Ke Devta              | Nisha                          | |
| 1993 | Anmol                            | Anmol                          | |
| 1993 | Dhanwan                          | Anjali Chopra                  | |
| 1994 | Yun Hi Kabhi                     | Pooja                          | |
| 1994 | 1942: A Love Story               | Rajeshwari Pathak              | |
| 1994 | Sangdil Sanam                    | Sanam                          | |
| 1994 | Criminal                         |                                | |
| 1995 | Bombaj                           | Shaila Bano                    | nagrodzona – Nagroda Filmfare Krytyków dla Najlepszego Aktora; tamilski film                                 |
| 1995 | Anokha Andaz                     |                                | |
| 1995 | Milan                            | Priya                          | |
| 1995 | Criminal                         |                                | |
| 1995 | Guddu                            | Salina Gupta                   | |
| 1995 | Ram Shastra                      | Anjali Sinha                   | |
| 1995 | Akele Hum Akele Tum              | Kiran Kumar                    | nominowana do Nagrody Filmfare dla Najlepszej Aktorki                                                        |
| 1996 | Dushmani                         | Sapna Oberoi                   | |
| 1996 | Agni Sakshi                      | Shubhangi/Madhu                | |
| 1996 | Yeh Majhdhaar                    | Radha Rai                      | |
| 1996 | Khamoshi: The Musical            | Annie                          | nagrodzona – Nagroda Filmfare dla Najlepszego Aktora i nominowana do Nagrody Filmfare dla Najlepszej Aktorki |
| 1997 | Sanam                            | Sanam                          | |
| 1997 | Loha                             |                                | |
| 1997 | Dil Ke Jharokhe Mein             |                                | |
| 1997 | Gupt: The Hidden Truth           | Sheetal Choudhry               | |
| 1998 | Yugpurush                        | Sunita                         | |
| 1998 | Achanak                          | Pooja                          | |
| 1998 | Angaarey                         |                                | |
| 1998 | Dil Se – Z całego serca          | Meghna                         | nominowana do Nagrody Filmfare dla Najlepszej Aktorki                                                        |
| 1998 | Maharaja                         | Shaili Mathur                  | |
| 1999 | Zranione serca                   | Rukhsana                       | |
| 1999 | Lal Baadshah                     | Kiran (Life Insurance Agent)   | |
| 1999 | Laawaris                         | Anshu Mehra                    | |
| 1999 | Jaihind                          | Sheetal                        | |
| 1999 | Mudhalvan                        |                                | tamilski film                                                                                                |
| 1999 | Kartoos                          | Mini                           | |
| 1999 | Mann                             | Priya Verma                    | |
| 1999 | Hindustan Ki Kasam               | Roshanaara                     | |
| 2000 | Champion                         |                                | |
| 2000 | Khauff                           | Neha                           | |
| 2000 | Baaghi                           | Rani                           | |
| 2000 | Raja Ko Rani Se Pyar Ho Gaya     | Manisha/Sapna Khanna           | |
| 2001 | Grahan                           | Paro, Parvati Shastri          | |
| 2001 | Chuppa Rustam                    | Nisha                          | |
| 2001 | Lajja                            | Vaidehi                        | |
| 2001 | Aalavandhan                      | Sharmilee                      | tamilski film                                                                                                |
| 2001 | Moksha: Salvation                | Ritika Sanyal                  | |
| 2002 | Towarzystwo                      | Saroja                         | nagrodzona – Nagroda Filmfare Krytyków dla Najlepszego Aktora                                                |
| 2002 | Jaani Dushman: Ek Anokhi Kahani  | Vasundhara/Divya               | |
| 2002 | Ek Chotisi Love Story            | The Woman                      | |
| 2002 | Baba                             | Chamundeeswari                 | tamilski film                                                                                                |
| 2003 | Escape From Taliban              | Sushmita Bannerjee/Sayed Kamal | |
| 2003 | Ek Badi Si Love Story            | The Woman                      | |
| 2003 | Calcutta Mail                    | Sanjana                        | |
| 2003 | Market                           | Muskaan Bano/Kaalia            | |
| 2004 | Paisa Vasool                     | Maria                          | |
| 2004 | Tum                              | Kamini                         | |
| 2005 | Chaahat - Ek Nasha               | Mallika Arora                  | |
| 2005 | Mumbai Express                   | Ahalya                         | tamilski film                                                                                                |
| 2005 | Taj Mahal: An Eternal Love Story | księżniczka Jahan Ara          | |
| 2006 | Anjaane - The Unknown            |                                | |
| 2006 | Darwaza Bandh Rakho              |                                | |
| 2007 | Anwar                            | Anita                          | |
| 2007 | Dus Kahaniyaan                   |                                | przed premierą                                                                                               |
| 2007 | Lajjo                            |                                | zapowiedziany                                                                                                |
| 2007 | God Tussi Great Ho               | Sheetal                        | w produkcji                                                                                                  |

## Nagrody
- 1996, Nagroda Filmfare Krytyków dla Najlepszego Aktora, Bombaj
- 1997, Nagroda Filmfare Krytyków dla Najlepszego Aktora, Khamoshi: The Musical
- 1997, Nagroda Star Screen dla Najlepszej Aktorki, Khamoshi: The Musical
- 2003, Nagroda Filmfare Krytyków dla Najlepszego Aktora, Towarzystwo
- 2003, Bengal Film Journalists Award, Najlepsza Aktorka (hindi), Escape From Taliban